# Hockey sur gazon aux Jeux olympiques d'été de 1932
Navigation
Amsterdam 1928 Berlin 1936
L'épreuve de Hockey sur gazon aux Jeux olympiques d'été de 1932 vit s'affronter uniquement trois équipes. Les nations européennes n'auraient pas fait le déplacement, en jugeant le coût trop élevé.

## Déroulement du tournoi olympique
Les matches eurent lieu au stade olympique pour le plus grand plaisir des spectateurs malgré des rencontres déséquilibrées.

## Résultats
Le jeudi 4 août 1932, le Japon créait la surprise en marquant un but aux champions olympiques en titre qui n'en avaient pourtant encaissé aucun quatre ans plus tôt, à Amsterdam.
Lundi 8 août, les États-Unis s'inclinaient largement 2 à 9 face au Japon.
Le dernier match du tournoi eut lieu le jeudi 11 août entre l'Inde et le pays organisateur. Les Américains subirent une défaite écrasante mais sauvèrent l'honneur, perdant 24 à 1.

## Podium
| Médaille           | Joueurs | Équipe     |
| Médaille d'or      | Richard James Allen, Calyle Carrel Tapsell, Leslie Hammond, Massud Minhas, Broome Eric Pinniger, Lal Shah Bokhari, Richard John Carr, Gurmit Singh Kullar, Dhyan Chand, Roopsingh Bais, Syed Mohd Jafar, Arthur Charles Hind | Inde       |
| Médaille d'argent  | Shumkichi Hamada, Akio Sohda, Sadayoshi Kobayashi, Haruhiko Kon, Katsumi Shibata, Yoshio Sakai, Eiichi Nakamura, Kenichi Konishi, Hiroshi Nagata, Toshio Usami, Junzo Inohara, Masuyuki Asakawa                              | Japon      |
| Médaille de bronze | Harold Brewster, Samuel Ewing, Leonard O’Brien, Henry Greer, James Gentle, Horace Disston, Lawrence Knapp, David McMullin, Charles Shaeffer, Amos Deacon, William Boddington, Frederick Wolters                              | États-Unis |